# Néoprotérozoïque
Stratigraphie
Mésoprotérozoïque Paléozoïque
Phanérozoïque
Le Néoprotérozoïque est la troisième et dernière ère du Protérozoïque. Elle s’étend de 1 000 millions d'années (Ma) à 542 ± 1 Ma. Les bornes exactes peuvent varier quelque peu suivant les auteurs et l’ancienneté des publications. Cette ère couvre une période de temps pendant laquelle on trouve des fossiles de métazoaires, mais seules des algues et éponges peuvent être reconnues à partir de leurs formes modernes.
Par ailleurs, cette ère étant la dernière du Protérozoïque, elle clôt les temps dits précambriens.

## Subdivisions
Trois systèmes ou périodes constituent le Néoprotérozoïque :
- Édiacarien (635 à 542 Ma) ;
- Cryogénien (720 à 635 Ma) ;
- Tonien (1 000 à 720 Ma).

## Paléogéographie
Les données restent imprécises, mais on considère que cette ère est l'objet de déplacements continentaux complexes. Le supercontinent Rodinia s’est fragmenté en probablement huit pièces distinctes, engageant une phase active de tectonique des plaques.
Des glaciations sévères se produisent alors (voir causes de l'entrée en glaciation), l'une des deux plus intenses vers 750 Ma et l’autre vers 600 Ma. Durant la plus récente, appelée souvent la glaciation Varanger, la banquise descend jusqu’à l’équateur, amenant le globe à un état connu sous le nom de terre boule de neige. Un débat existe quant à savoir si la banquise est réellement descendue jusqu’à l’équateur ou si une zone de mer libre y subsiste.
De manière plus précise, on a récemment re-daté plusieurs de ces divers événements glaciaux du Néoprotérozoïque (pouvant être globaux et plus ou moins synchrones, ou régionaux uniquement), listés (de façon non exhaustive) de manière chronologique ci-après :
- de −770 à −735 Ma : glaciation probablement globale Kaigas, bien visible en Namibie, et peut-être corrélée à la glaciation Changan du sud de la Chine ;
- de −715 à −680 Ma : glaciations globales du Sturtien (dont les dépôts sont visibles en Australie, et dont les équivalents sont la glaciation de Chuos visible en Namibie, et la glaciation Rapitienne au Canada). On y corrèle aussi les trois glaciations Siniennes (découpées de −740 à −700 Ma, en âges glaciaires Gucheng puis Nantuo; et de −640 à −580 Ma, en l'âge glaciaire Luoquien[4] et dont les dépôts sont visibles en Chine) [5]. En Scandinavie, les dépôts glaciaires appartenant à cet épisode ne sont plus observables, mais l'on peut en revanche remarquer des caps carbonates, formés typiquement lors des périodes chaudes suivant les violentes périodes très froides (par exemple le membre de Rossøya au Svalbard, au bas d'une plus puissante formation) ;
- de −660 à −635 Ma : glaciation globale du Marinoen, visible par exemple en Australie, où elle est appelée glaciation Elatina, au Canada où l'on l'appelle glaciation Ice Brook, en Namibie avec les diamictites (conglomérats bréchiques) de la glaciation appelée Ghaub là-bas, et en Chine où elle dure de −663 à −635 Ma. La glaciation du Marinoen se corrèle aussi avec la glaciation Varanger (620–580 Ma) (qui comprend entre autres l'âge glaciaire Smalfjord, et l'interglaciaire Nyborg, dont les dépôts (diamictites de 420m) sont visibles principalement en Norvège, ou encore, par exemple, l'âge glaciaire Polarisbreen, subdivisé lui-même (Petrovbreen, Wilsonbreen, etc.), et suivi d'ailleurs vers le Cambrien par l'âge glaciaire Oslobreen, au nord-ouest de l'archipel du Svalbard, où sont donc surtout retrouvées deux strates principales attribuées respectivement à un stade précoce et à un stade final du Marinoen au sens large ; on trouve aussi des traces de cette glaciation au Groenland avec les formations de Ulvesø et Storeelv). En Amérique du Nord, ce sont les formations de Surprise et Wildrose qui semblent représenter le Marinoen, tandis qu'en Écosse, c'est la formation de Port Askaig, contenant 750 m de diamictites ;
- de −585 à −582 Ma : glaciation globale Gaskiers, observable en Australie, mais aussi par exemple en Norvège avec les glaciations de Moelv et Mortenses (représentée par des diamictites), que l'on choisit parfois d'inclure dans une glaciation de type Varanger davantage étalée dans l'échelle des temps géologiques. Le terme Vendien, utilisé auparavant dans la littérature par exemple pour englober les dernières des glaciations de Scandinavie (Varanger dans ce cas considérée en premier), a ainsi été proposé en 2005 pour dénommer toute la partie supérieure de l'Édiacarien.

En Écosse, cette dernière glaciation globale du Néoprotérozoique peut être observée dans la formation du Loch na Cille.

## Biotopes
L’idée de l’ère du Néoprotérozoïque est survenue durant les années 1960. Les paléontologues du XIXe siècle pensaient que les premiers métazoaires apparaissent au début du Cambrien, avec les trilobites et les archéocyathidés. Au début du XXe siècle, on découvre des métazoaires dans le sud de l’Afrique mais ceux-ci ont alors été incorrectement datés. D’autres sont découverts en Australie vers 1940, mais ne sont pas examinés en détail avant la fin des années 1950. D’autres fossiles potentiels sont trouvés en Allemagne, Arizona, Ontario…. Ces fossiles sont maintenant groupés sous le terme de faune de l'Édiacarien, d'autres dénominations ont été utilisées.
Certains de ces fossiles sont reconnus comme étant des pseudo-fossiles, mais d’autres se révèlent être des membres d’une faune complexe qui demeure mal comprise de nos jours. On retrouve dans au moins vingt régions des fossiles de métazoaires précédant ceux du Cambrien.
Quelques animaux apparaissent comme de possibles ancêtres des animaux modernes, mais la plupart des fossiles sont difficiles à classifier — comme ces disques minéralisés, qui ont peut-être servi de protection contre des prédateurs, ou encore des animaux à plaques de provenance inconnue, etc. On les nomme en général animaux Édiacariens ou Vendiens. La plupart sont à corps mou, le plus ancien fossile à corps dur constitué de cônes de calcite, Cloudina, date de l'Édiacarien. Certains paléontologues relient beaucoup ou la plupart de ces formes de vies à des formes de vie modernes, tandis que d’autres font rarement de telles liaisons et considèrent que la plupart de ces animaux sont des représentants d’espèces inconnues de nos jours.

## Dénomination
La nomenclature pour le Néoprotérozoïque a changé durant les dernières décennies : ont successivement été utilisés les termes d’Édicarien, de Vendien, de Varangien, de Précambrien, de Proto-cambrien et d’Éocambrien. Quelques auteurs ont d’ailleurs inclus le Néoprotérozoïque dans le Cambrien.
En 2004, l’IUGS a ratifié le nom Édiacarien comme un système géologique du Néoprotérozoïque, s’étendant de 630 +5/-30 à 544 ± 1 Ma.